# Wigginton (Staffordshire)
Wigginton – wieś w Anglii, w hrabstwie Staffordshire, w dystrykcie Lichfield. Leży 34 km na południowy wschód od miasta Stafford i 167 km na północny zachód od Londynu.